# Roze Leeuwen
De Roze Leeuwen vormen een groep Vlaamsgezinde holebi's. Zij ijveren voor dezelfde rechten voor zowel holebi's als hetero's en daarbovenop voor een pluralistisch, onafhankelijk Vlaanderen binnen Europa. Daarmee proberen zij ook de vermeende illusie te doorprikken dat de separatistische gedachte enkel in het vaandel wordt gedragen door extreemrechtse of onverdraagzame strekkingen in de Vlaamse Beweging.
De Roze Leeuwen ontstonden als informele groep binnen de Volksunie. Sinds 2015 zijn ze een werkgroep binnen de Vlaamse Volksbeweging. Er is een Gentse en een Leuvense afdeling. De slogan is "ongebonden, sociaal, republikeins".
Enkele N-VA-politici die lid zijn van de Roze Leeuwen zijn Piet De Bruyn, Danny Pieters, Erwin Verbeken en Luk Bellens. Volgens de ex-N-VA'ers Kim Geybels en Bas Luyten had de N-VA anno 2011 homofobe trekjes en zou leden van de Roze Leeuwen discrimineren. De N-VA heeft wel een holebi-netwerk en doet jaarlijks mee aan de gay pride, hetgeen de Roze Leeuwen toejuichen.